# Pseudaphelidium
Pseudaphelidium (Schweikert & Schnepf è un genere di funghi appartenente alla famiglia Aphelidiaceae Tadersoo et al., parassitoide di Thalassiosira punctigera (Castracane) Hasle (diatomee). Il genere comprende una sola specie: Pseudophelidium drebesii Schweik. & Schnepf.

## Definizione
Il genere comprende specie con zoospore non colorate, mancanti di granuli rifrangenti evidenti, allungare (dimensioni: 3 × 5 µm) e con un singolo flagello posteriore (lungo fino a 15 µm); la ciste è sessile. 